# Eriocrania chrysolepidella
Eriocrania chrysolepidella is een vlinder uit de familie van de purpermotten (Eriocraniidae). De wetenschappelijke naam van de soort is voor het eerst geldig gepubliceerd in 1850 door Zeller.